# Olmedillo de Roa
Olmedillo de Roa è un comune spagnolo di 189 abitanti situato nella comunità autonoma di Castiglia e León.